# Оренбургский 2-й казачий полк

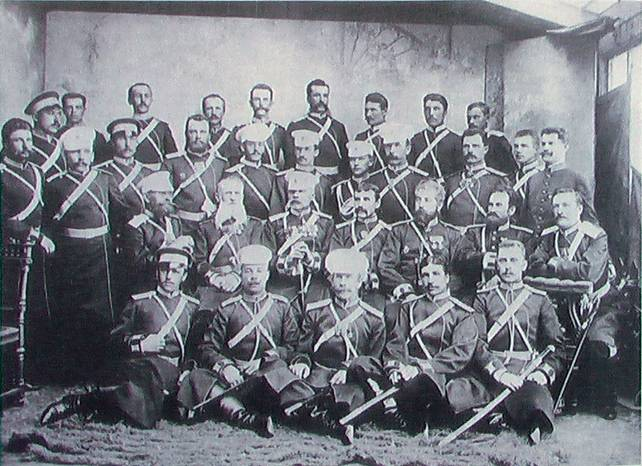
Офицеры 2-го Оренбургского казачьего полка. Конец XIX в. В центре в фуражке полковник В.П. Греков.

2-й Оренбургский казачий Воеводы Нагого полк — войсковая часть Оренбургского Казачьего Войска, был сформирован в 1882 г. как Оренбургский казачий № 5-го полк, из сотен Оренбургского казачьего войска, принимавших участие в Ахалтекинской экспедиции (1882).

## История
- 1882 г. Апреля 23. Из сотен Оренбургского войска, принимавших в Ахал-Текинской экспедиции, сформирован Оренбургский № 5-го казачий полк.
- 1882 г. Июля 13. Назван — Оренбургский казачий № 2-го полк.
- 1894 г. Мая 24. Назван — 2-й Оренбургский казачий полк.

## Знаки отличия полка
- Полковое знамя простое, пожалованное при сформировании, из числа пожалованных конным полкам Оренбургского войска 6 мая 1842 года.
- Знаки отличия на головные уборы с надписью «За штурм крепости Геокъ-Тепе 12-го Января 1881 года» в 1-й, 2-й и 3-й сотнях, пожалованные 4 июня 1882 года.
- Одиночные белевые петлицы на воротнике и обшлагах мундиров нижних чинов, пожалованные 6 декабря 1908 года.

## Знамя полка
Простое знамя в виде прапора. Полотнище зелёное, фон под вензелем на лицевой стороне и под орлом — на оборотной — оранжевый. Шитье золотое. Навершие — копье с вензелем. Древко чёрное. Состояние плохое. Судьба неизвестна.

## Полковая униформа
При общей казачьей форме полк носил мундиры, чекмени — тёмно-зелёные, клапана шинелей, лампасы, верх папахи, погоны, околыши фуражек и выпушки — светло-синие. На погонах шифровка — Жёлтая «2». На воротниках и обшлагах мундира — одинарные белые петлицы.

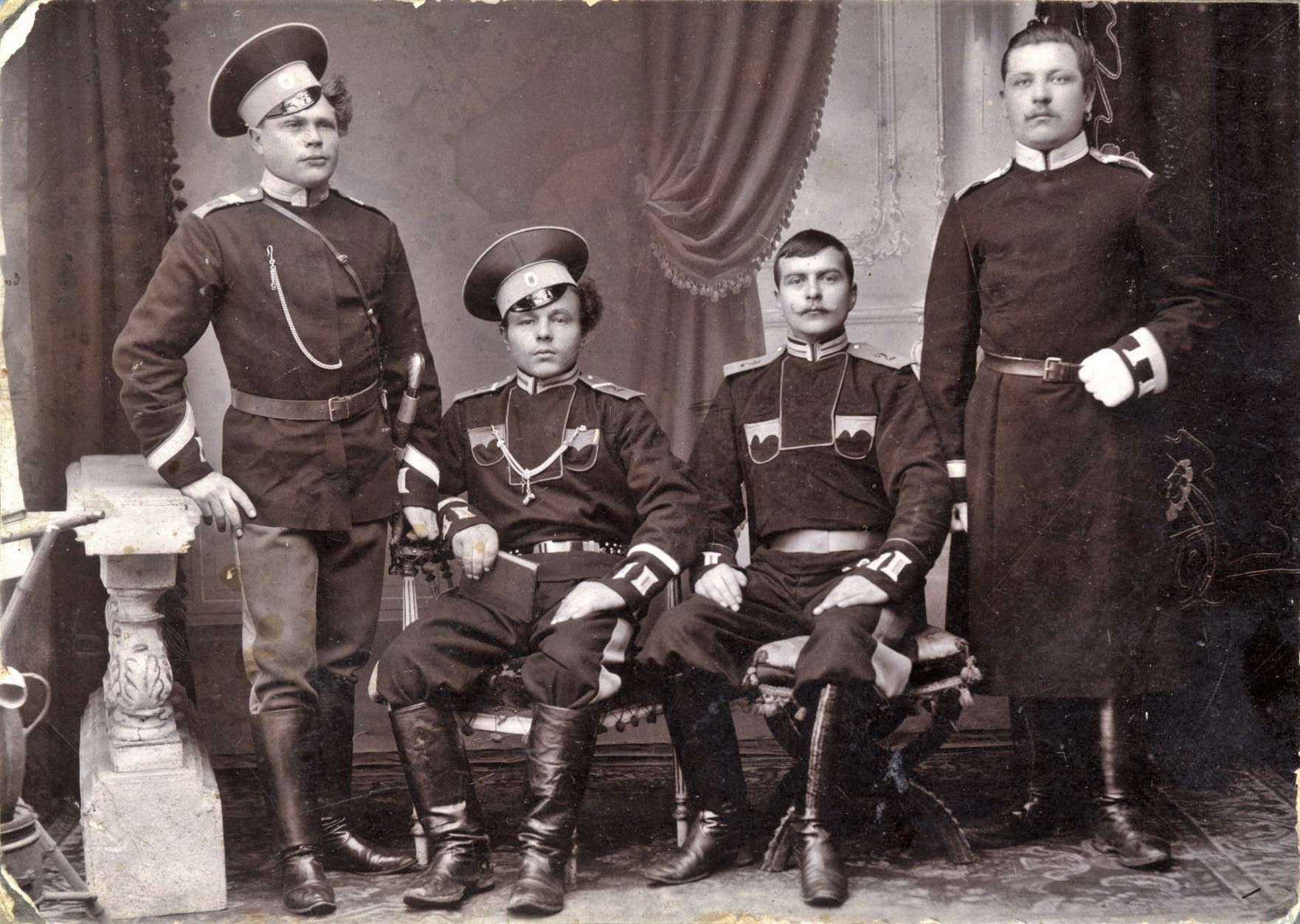
Казаки 2-го казачьего воеводы Нагого полка ОКВ в г. Варшаве, 1910 г.

## Командиры
- 8.11.1884 - 26.01.1900 гг. - подполковник, с 1887 года полковник Греков, Владимир Павлович
- 09.03.1900 - 16.04.1904 - полковник Толмачёв, Владимир Александрович
- 03.05.1904 - 25.09.1907 - полковник Н.К.Халин
- 26.10.1907 - 19.11.1913 - полковник Ф.Н.Михайлов
- 22.11.1913 - 09.12.1914 - полковник Ситников, Александр Николаевич[1]
- 11.12.1914 - 23.12.1916 - полковник П.В.Хлебников
- 13.03.1917 - полковник М.Г.Смирнов

## Личности
- Акулинин, Иван Григорьевич (1880—1944) — русский военачальник, генерал-майор.
- Севастьянов, Сергей Никанорович (1863—1907) — историк, есаул Оренбургского казачьего войска, член Оренбургской ученой архивной комиссии. Кудюров, Филипп Федорович (1898— 1941) — советский военачальник, полковник, командир 40-й кавалерийской дивизии.